# Svarttjärnen (Svärdsjö socken, Dalarna, 673718-151528)
Svarttjärnen är en sjö i Falu kommun i Dalarna och ingår i Dalälvens huvudavrinningsområde. Sjöns area är 0,024 kvadratkilometer och den befinner sig 215 meter över havet.